# Synsepalum brenanii
Synsepalum brenanii är en tvåhjärtbladig växtart som först beskrevs av Hermann Heino Heine, och fick sitt nu gällande namn av Terence Dale Pennington. Synsepalum brenanii ingår i släktet Synsepalum och familjen Sapotaceae. IUCN kategoriserar arten globalt som akut hotad.
Artens utbredningsområde är Kamerun. Inga underarter finns listade i Catalogue of Life.